# 本間義人
本間 義人（ほんま よしひと、1935年7月17日 - 2022年1月12日）は、日本のジャーナリスト、都市政策学者、法政大学名誉教授。

## 略歴
東京出身。1958年早稲田大学文学部卒。1989年「内務省住宅政策の教訓 公共住宅論序説」で北海道大学法学博士。1967年毎日新聞社入社、社会部編集委員、編集局編集委員、特別報道編集委員、1982年編集委員となる。1994年九州大学大学院比較社会文化研究科教授、1999年4月法政大学現代福祉学部教授に転じ、2006年定年、名誉教授となる。2022年1月12日、虚血性心不全のため死去、86歳。
1984年東京市政調査会藤田賞特別賞受賞。

## 著書
- 『マンモス東京』三一書房(三一新書)1967
- 『危険な都市』三一書房 (三一新書)1970
- 『コンビナート列島 改造される側の現実』現代評論社 1973
- 『ふるさと喪失 反開発の思想』新泉社 1976
- 『入浜権の思想と行動 海はみんなのもの,渚をかえせ!』御茶の水書房 1977
- 『ドキュメント・新幹線が危ない』現代史出版会 1977
- 『三全総 動き出した新国土開発計画』教育社 入門新書 時事問題解説 1978
- 『反都市の時代 土地と住まいを再生する条件』東洋経済新報社 (東経選書)1979
- 『公害裁判』教育社 入門新書 時事問題解説 1979
- 『新幹線裁判』現代評論社 1980
- 『マイホーム・ゲーム 生存権としての住宅論』大月書店 1980
- 『海釣りの社会経済学』日本経済評論社 1981
- 『都市の復権』日本経済評論社 1982
- 『国土総合開発計画 四全総の策定に動き出した』教育社 入門新書 時事問題解説 1983
- 『現代都市住宅政策』三省堂 1983
- 『官の都市・民の都市 日本的都市・住宅事情の展開と状況』日本経済評論社 (都市叢書)1986
- 『内務省住宅政策の教訓 公共住宅論序説』御茶の水書房 1988
- 『土地臨調 土地・住宅問題の改革と展望』御茶の水書房 1988
- 『土地問題総点検 土地神話への挑戦』1988 有斐閣選書
- 『日本列島・21世紀地図 47都道府県の地域デザイン』ぎょうせい 1990
- 『自治体住宅政策の検討』日本経済評論社 1992
- 『国土計画の思想 全国総合開発計画の30年』日本経済評論社 (都市叢書)1992
- 『まちづくりの思想 土木社会から市民社会へ』1994 (有斐閣選書)
- 『森林がきえていく』山口今日 絵 金の星社 (みんなで考える地球環境シリーズ 1994
- 『土木国家の思想 都市論の系譜』日本経済評論社 (都市叢書)1996
- 『国土計画を考える 開発路線のゆくえ』1999 中公新書
- 『都市改革の思想 都市論の系譜』日本経済評論社 (都市叢書)2002
- 『戦後住宅政策の検証』信山社出版 2004
- 『どこへ行く住宅政策 進む市場化、なくなる居住のセーフティネット』東信堂(居住福祉ブックレット　2006
- 『地域再生の条件』2007 岩波新書
- 『居住の貧困』2009 岩波新書

### 共編著
- 『近代都市から人間都市へ 規制緩和批判』五十嵐敬喜共編 自治体研究社 1984
- 『土地基本法を読む 都市・土地・住宅問題のゆくえ』原田純孝,五十嵐敬喜共編 日本経済評論社 (都市叢書)1990
- 『韓国・台湾の土地政策 日本にとっての教訓』編 東洋経済新報社 1991
- 『証言地方自治 内務省解体-地方分権論』編著 ぎょうせい 1994
- 『地方の主張 地方分権ヘ11首長の提言』編著 ぎょうせい 1995
- 『国際比較・住宅基本法 アメリカ・フランス・韓国・日本』海老塚良吉,寺尾仁, 尹載善共著 信山社 (居住福祉研究叢書)2008
- 『地域再生のヒント』檜槙貢,加藤光一,木下聖,牧瀬稔共著 日本経済評論社 2010

### 翻訳
- ウィルフレッド・オーエン『都市交通改造論 住みよい都市を求めて』中尾光昭共訳 サイマル出版会 1973
- ノリ・ハドル, マイケル・ライシュ, ナハーム・スティスキン『夢の島 公害からみた日本研究』黒岩徹共訳 サイマル出版会 1975

## 論文
- <本間義人